# Zone de non-droit
Une zone de non-droit est, dans le langage courant, un territoire dans lequel l’autorité publique est réputée ne plus pouvoir faire respecter les normes juridiques. L’expression, apparue en France dans les années 1980, a gagné en notoriété dans les années 2000 lorsque certains responsables politiques l’ont assimilée à des « quartiers sensibles ». La notion fait cependant l’objet de fortes controverses académiques et médiatiques, certains chercheurs y voyant une construction rhétorique destinée à légitimer des politiques sécuritaires.

## Définition
Les éditions Larousse définissent une zone de non-droit comme un « espace, quartier au sein duquel des groupes plus ou moins organisés s'opposent par des actes délictueux à l'application de la loi, notamment pour développer une économie parallèle ». Dans la presse, l’expression renvoie généralement à des secteurs dans lesquels les services de police interviennent difficilement ou de façon ponctuelle.

## Origine et évolution historique
- Irlande du Nord (1969-1972). Les quartiers nationalistes de Derry, surnommés « Free Derry », furent déclarés « no-go areas » après les émeutes de 1969.
- France (années 1980-2000). L’expression est utilisée pour qualifier certains grands ensembles frappés par la crise économique et la désindustrialisation.
- Années 2010-2020. Elle devient un thème récurrent du débat public français, notamment après les attentats de 2015 et lors des campagnes électorales.

## Usages institutionnels en France
En 2021, le ministère de l’Intérieur a lancé les quartiers de reconquête républicaine (QRR) afin de renforcer la présence policière dans 77 secteurs identifiés. Les données statistiques 2023 montrent toutefois que, si les violences y sont plus fréquentes qu’ailleurs, le taux de cambriolages y reste inférieur à la moyenne nationale.

### Débats politiques
- En juillet 2020, le ministre de l’Intérieur Gérald Darmanin affirme qu’« il n’y a pas de zone de non-droit » en France[9].
- En 2021, le député Éric Ciotti évoque « 500 zones de non-droit », un chiffre contredit par les vérificateurs de TF1/LCI[10].
- Le rapport sénatorial sur la justice de proximité (séance du 3 décembre 2024) rappelle « l’ambition de faire reculer les zones de non-droit » tout en renforçant l’accès au droit[11].

## Données statistiques
Selon le Service statistique ministériel de la sécurité intérieure (SSMSI), les QRR concentrent 10 % des violences physiques enregistrées en 2023 pour 5 % de la population, mais seulement 6 % des cambriolages.

## Analyses et controverses
Pour Laurent Mucchielli, la « zone de non-droit » relève d’une *panique morale* destinée à accroître l’acceptation populaire des politiques sécuritaires Fabien Jobard parle d’un « nouveau mandat policier », c’est-à-dire l’octroi de pouvoirs d’exception aux forces de l’ordre.

## Exemples contemporains

### France
- Quartiers nord de Marseille (3e–15e arrondissements) : plusieurs médias internationaux décrivent des cités tenues par les narco-trafiquants, où les interventions de police se font avec des unités spécialisées[14],[15].
- Seine-Saint-Denis : la commission d’enquête sénatoriale sur la radicalisation islamiste qualifie certains « ghettos ethnoreligieux » de zones de non-droit que l’État doit « réinvestir »[16].
- Roubaix : après le reportage « Zone interdite » (M6, 23 janvier 2022) montrant la diffusion d’un salafisme rigoriste, la ville est citée comme exemple de zone de non-droit par plusieurs éditorialistes de droite[17].
- Émeutes de 2023 : lors des violences urbaines qui ont suivi la mort de Nahel M., des préfets signalent des « points de non-droit » temporaires à Nanterre, Lyon ou Marseille.

#### Incidence sur les services publics
Les agressions envers les secours constituent un indicateur empirique de ces zones. Le ministère de l’Intérieur recense 555 pompiers blessés lors d’agressions en 2023 (-7 % sur un an), dont 63 embuscades, justifiant l’expérimentation des caméras-piétons dans plusieurs QRR.

### International
- Suède : la police publie chaque année une liste d’områden « vulnérables » caractérisées par des économies parallèles et des menaces sur les forces de l’ordre ; 59 secteurs y figuraient en 2023.

### Exemples controversés souvent cités dans les débats politiques
Certains faits divers alimentent le discours selon lequel des zones seraient temporairement soustraites à l’ordre républicain :
En juillet 2023, à Marseille, un centre d’incendie et de secours est la cible de tirs d'armes automatiques lors d’une intervention dans la cité La Paternelle, contraignant les pompiers à battre en retraite sous protection policière.
Dans certains quartiers comme Roubaix ou Sevran, des élus locaux alertent régulièrement sur le contrôle exercé par des trafiquants, allant jusqu’à interdire à des habitants de filmer ou de coopérer avec la police.
Lors des émeutes de juin-juillet 2023, consécutives à la mort de Nahel M., des commissariats, mairies, et tramways sont incendiés. Plusieurs collectivités locales, dont L’Haÿ-les-Roses ou Persan, se retrouvent temporairement sans forces de l’ordre actives sur place.
Dans plusieurs villes d’Ile-de-France ou du sud, des livraisons de colis sont temporairement suspendues par La Poste ou Chronopost en raison de menaces contre les agents.
Ces épisodes, même s’ils ne traduisent pas une absence de droit systémique, suscitent un débat sur la capacité de l’État à faire respecter l’ordre public en tout lieu, et sur les limites opérationnelles des services de l’ordre en contexte de pression extrême. Ces faits sont régulièrement mis en avant dans le discours de personnalités politiques issues de la droite et de l’extrême-droite, comme justification de mesures renforcées, mais peuvent également être pris au sérieux par une partie de la gauche soucieuse de justice sociale et de sécurité des habitants de ces quartiers eux-mêmes.[Selon qui ?]